# ブジム
ブジム（ボスニア語:Bužim、クロアチア語:Bužim、セルビア語:Бужим）は、ボスニア・ヘルツェゴビナの町、およびそれを中心とした基礎自治体であり、同国の北西部に位置している。同国を構成する2つの構成体のうち、ボシュニャク人やクロアチア人を主体としたボスニア・ヘルツェゴビナ連邦のウナ＝サナ県に属する。

## 地理
ブジム自治体はボサンスカ・クルパ、ツァジン、ヴェリカ・クラドゥシャの各自治体、およびクロアチアのドヴォル（Dvor）自治体と接している。ブジム自治体の市域のほとんどは山岳地帯であり、その面積は129平方キロメートル、人口は2万人程度、標高は海抜180メートルから400メートル程度である。

## 歴史
ボスニア・ヘルツェゴビナ紛争前は、ボサンスカ・クルパ自治体の一部であったが、紛争を集結させたデイトン合意の結果、クルパから分離されて一つの自治体となった。この地域は紛争中、セルビア人武装勢力に四方を包囲されて孤立しており、ボスニア・ヘルツェゴビナ共和国軍第5軍団が防衛に当たっていた。紛争末期にボスニア・ヘルツェゴビナ共和国軍とクロアチア共和国軍によって包囲を解かれ、デイトン合意ではボスニア・ヘルツェゴビナ連邦に属することが決定した。

## 住民構成
1991年の国勢調査によると、現在はブジム市の中心を成している町の人口は1697人であり、民族別の内訳は以下の通りであった:
- 1643人 - 96.81% ムスリム人
- 20人 - 1.17% セルビア人
- 3人 - 0.17% クロアチア人
- 10人 - 0.58% ユーゴスラビア人
- 21人 - 1.23% その他

1991年以降、国勢調査が行われていないため、町や自治体の正確な人口、住民構成は不明であるが、紛争時の難民の流入と定住によって人口は増加しているものと考えられている。